# ダークシール
『ダークシール』 (DARK SEAL) は、1990年にデータイーストから稼働されたアーケード用アクションRPG。北米では『Gate of Doom』のタイトルで稼働された。
中世ヨーロッパ風ファンタジー世界を舞台にしたクォータービュー形式のアクションゲームであり、4人の勇者から1人（2Pプレイでは2人）を選んで闇の軍勢と戦う。全5面。
2010年にはブラジルにてZeebo用ソフトとして配信され、2018年には北米および欧州にてNintendo Switch用ソフトとしてのほか、北米のみでPlayStation 4用ソフトとして配信された。
ゲーム誌『ゲーメスト』の企画「第4回ゲーメスト大賞」（1990年度）では、ベストアクション賞10位、ベストグラフィック賞10位、ベストVGM賞8位を獲得した。
後に続編『ダークシール2』（1992年）が同社より稼働された。
データイーストの倒産後には、ジー・モードが版権を取得している。

## ゲーム内容

### システム
8方向レバーで主人公を操作し、1ボタンで攻撃、2ボタンで魔法を使用できる。
魔法は魔法の本をタイミングよく押すことで使えるが、一度使うと魔法ゲージが空になる。魔法ゲージは敵を倒すことやアイテムを取ることで補充でき、満タンにならないと次の魔法は使えない。また、シーンによっては強制的に魔法使用不可になる。

## キャラクター
カール・F・グレイストン（騎士）
モーニングスターを装備した騎士。
攻撃中にもう一度攻撃ボタンを押すとモーニングスターを振り回すので攻撃範囲は広く、攻撃力も4人の中でも群を抜いて高い。が、全身鎧をまとっている関係上、4人の中で最も移動速度が低いので、ブーツ（移動速度を上げるアイテム）が必須となる。
ライガー・ホーク（吟遊詩人）
槍を装備した吟遊詩人。アイテムを取ると顔ウィンドウでウインクする。
攻撃範囲は狭いものの、攻撃力は中程度で連射が利く。またわりと素早い上に、毒に対する耐性がある。ガントレット（攻撃力を上げるアイテム）を取ると、その効果に加えて魔力で作った穂先を飛ばす。
フレイア・エディルネ（魔術師）
火を得意とする女魔法使い。スリットが大きく入ったローブを着用している。
攻撃力は高めで魔法の威力が最も高く、移動速度もそこそこなので特に弱点はない。敢えて弱点を挙げるならば、一定時間ごとに変わるスペルブックの使用タイミングだろう。
キリカゼ（忍者）
3方向の手裏剣攻撃と4人の中で最も移動速度が高いことが売りだが、4人中最も攻撃力が低いのが最大の弱点。このため、ガントレットが必須となる。
このキャラクターのみ『2』に登場しない。

## 移植版
| No. | タイトル                                          | 発売日                      | 対応機種              | 開発元             | 発売元       | メディア     | 型式 | 備考                                            |
| --- | ------------------------------------------------- | --------------------------- | --------------------- | ------------------ | ------------ | ------------ | ---- | ----------------------------------------------- |
| 1   | Dark Seal                                         | 2010年5月4日                | Zeebo                 | Onan Games         | ジー・モード | ダウンロード | -    |                                                 |
| 2   | Gate of Doom                                      | 2018年2月15日 2018年3月22日 | Nintendo Switch       | FTEGames           | FTEGames     | ダウンロード | -    |                                                 |
| 3   | Gate of Doom                                      | 2018年8月28日               | PlayStation 4         | FTEGames           | FTEGames     | ダウンロード | -    |                                                 |
| 4   | イーグレットツー ミニ アーケードコレクションPART1 | 2025年12月18日              | イーグレットツー ミニ | 瑞起 ※本体の開発元 | タイトー     | SDカード     | -    | 追加SDカードに入っている10作品の1つとして収録。 |

## 音楽
サウンドトラック『ダークシール』（1990年、PCCB-00048）
アレンジバージョンを含んでいる。

## スタッフ
- ゲーム・マスター：漆原義之
- メイン・プログラマー：すさなおみ
- メイン・グラフィック・デザイナー：野田伸二、松田淳、いしびきよしゆき
- プログラマー：MENTAIKO、TAC.H、K.MIYAZAWA
- グラフィック・デザイナー：野老雅典、栗原映子、大江真徳、ながいそのみ、皆川一巳、橋本和典、井下正之、藤原仁美、北原智江
- 音楽：MARO（吉田博昭）、木内達也、森憲治
- 効果音：原あづさ
- ハードウェア：みついしんご
- スペシャル・サンクス：倉田和幸、秋林浩司、ほんだよしあき、Joe Kaminkow、Jeff Brown、野村泰彦、鈴木進一、石川雅生、岩部浩之
- プロジェクト・リーダー：MENTAIKO

## 評価
アーケード版
ゲーム誌『ゲーメスト』誌上で行われていた「第4回ゲーメスト大賞」（1990年度）において、読者投票によりベストアクション賞で10位、ベストグラフィック賞で10位、ベストVGM賞で8位、ベストキャラクター賞ではフレイア・エディルネが20位を獲得した。